# Ambrosia
|  | Per a la planta de la família de les asteràcies, vegeu ambròsia. |

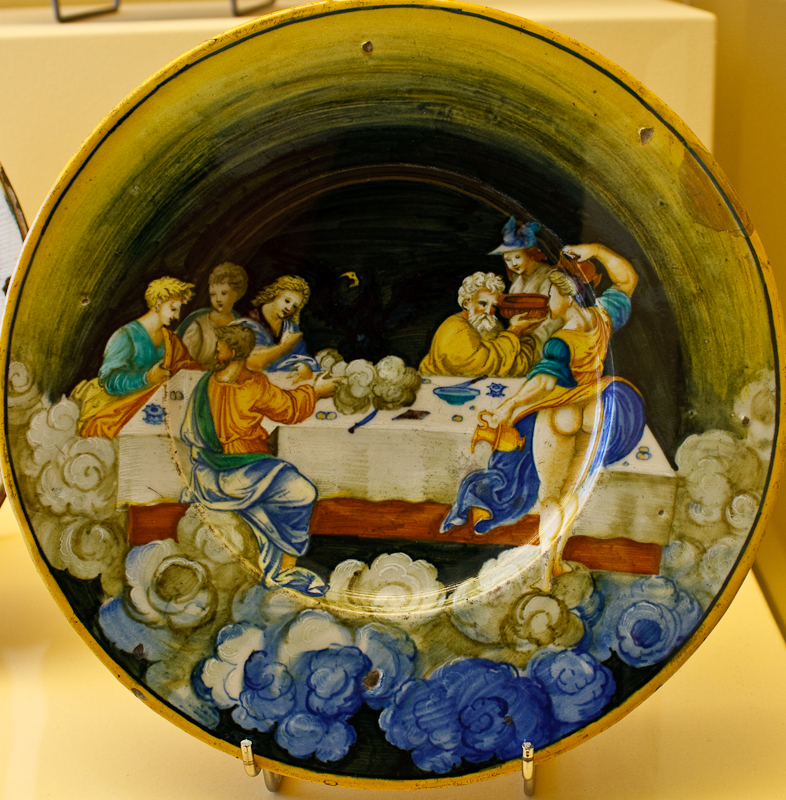
L'aliment dels déus a l'Olimp (1530), decorant un plat de majòlica.

En la mitologia grega, l'ambrosia (en grec antic: ἀμβροσία) és l'aliment dels déus de l'Olimp. En principi, sembla que els grecs no sabien ben bé en què consistia exactament ni quin era el seu origen, tot i que una llegenda diu que va sortir per primer cop d'una de les banyes de la cabra Amaltea. Les primeres referències en parlen com a bàlsam, untuós i de perfum agradable, que perfuma, purifica i conserva.
L'ambrosia sol ser menjar o pot ser beguda (en Safo) de déus, mentre que el nèctar sol ser beguda però també pot ser menjar (en Alcman). Per a Roscher (segle xix), tant el nèctar com l'ambrosia són mel: seria una «divinització» de la mel. En el món catalanoparlant, el paradís dels déus regalima «llet i mel». D'altra banda, segons algunes creences l'ambrosia es fa a partir d'una planta màgica (d'aquí el nom científic de les ambròsies), segurament un o més tipus de bolets barrejats, que es troben al jardí d'Apol·lo. Aquesta matèria primera, a més de per fer ambrosia, podia ser usada també per a altres criatures fantàstiques dels boscos, com centaures, elfs o sílfides. D'altra banda, molts d'investigadors moderns com Danny Staples relacionen l'ambrosia amb el fong al·lucinogen Amanita muscaria.
Hi havia tot seguit de festivitats dedicades a Dionís que s'anomenaven Ambròsies, en referència a aquest menjar.

## Etimologia
La paraula catalana deriva de la llatina ambrosia, al seu torn presa del grec ἀμβροσία (ambrosia), que significa «aliment dels déus», formada amb el prefix privatiu a- a l'arrel brotós, adjectiu que significa 'mortal'. El significat literal seria, doncs, 'immortal'. Més específicament, brotós, que té la mateixa arrel del verb «brotar», també significa 'raig de sang', de manera que àmbrotos era, literalment, 'algú de qui no raja sang', i, per tant, aquell que no mor, que és immortal.

## Origen
Els déus grecs són immortals, i s'alimenten de nèctar i ambrosia. Així, el nèctar és un altre aliment dels déus de la mitologia grega i també pressent, com a 'beguda dels déus' o 'nèctar', a altres cultures d'origen indoeuropeu. Per exemple, a l'Índia, el amrta és el 'nèctar de la immortalitat' que obtenen els déus per un laboriós procés i també s'usa poèticament en sentit figurat com s'usaria «mel». En aquesta cultura, amara, com a ambrosia, té el significat poètic de 'licor de l'amor' i, per extensió, de l'amor. «Batre l'ambrosia» (amara, 'ambrosia'; dhuni, 'batre') s'usa com a perífrasi per a nomenar el riu Ganges. Altres aliments semblants en aquestes cultures són el kvasir eslau, el berseq viquing o fins i tot potser l'aigua de roure dels gals.

## Propietats
En l'Himne a Demèter la deessa ungeix el nen Demofont amb ambrosia i d'aquesta manera l'alimenta (versos 235ss.). Segons Píndar, una de les impietats de Tàntal va ser oferir als seus convidats l'ambrosia dels immortals, un robatori semblant al que va cometre Prometeu, com observa Károly Kerényi. D'altra banda, a l'Odissea, Circe indica a Odisseu que un estol de coloms portava l'ambrosia a l'Olimp. Entre els elements de què estava formada l'ambrosia hom coneix l'icor, present també a la sang dels déus.

## Relació amb altres aliments

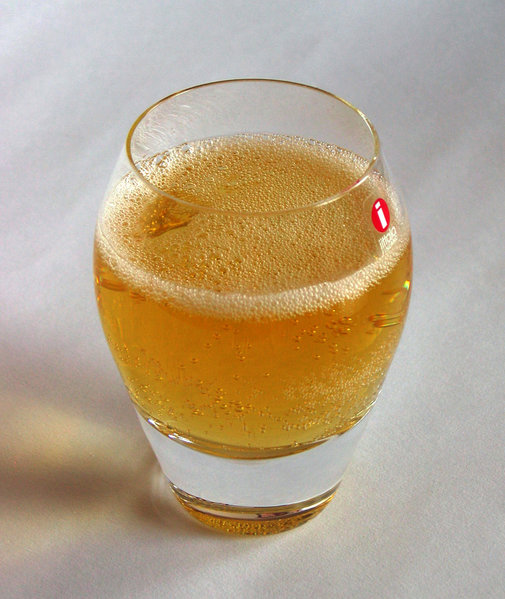
Un got d'hidromel (vi de mel)

Roscher creu que tant el nèctar com l'ambrosia eren tipus de mel, i que el seu poder de conferir la immortalitat es deuria a les suposades propietats curatives i netejadores de la mel, i perquè la mel fermentada (hidromel) va precedir al vi com a enteogen en el món egeu. No obstant això, Onians assenyala que la mel té el seu propi nom en grec i no es considerava una substància sagrada, sinó comuna, a la lliure disposició dels homes. Després d'estudiar els passatges homèrics que esmenten l'ambrosia, Onians conclou que aquesta és una contrapartida divina de l'oli o greix que utilitzen els éssers humans, i que els déus la utilitzaven per a múltiples usos: menjar (Odissea V 93; I 199), rentar-se (Ilíada XIV 170), ungir-se el cos (Ilíada XVI 669, 679), imbuir-la als nassos d'un cadàver perquè no es podreixi (Ilíada XIX 26, 38) i introduir-la juntament amb nèctar al pit d'Aquil·les perquè no pateixi els efectes del dejuni (Ilíada XIX 347).
També per Ballabriga l'ambrosia és l'equivalent diví de l'oli, com (segons el parer d'Onians i Ballabriga) el nèctar ho és del vi, totes dues substàncies líquides.
En l'Himne homèric a Apol·lo (vers 123), l'ambrosia, encara líquida, es menja.

## Ganimedes

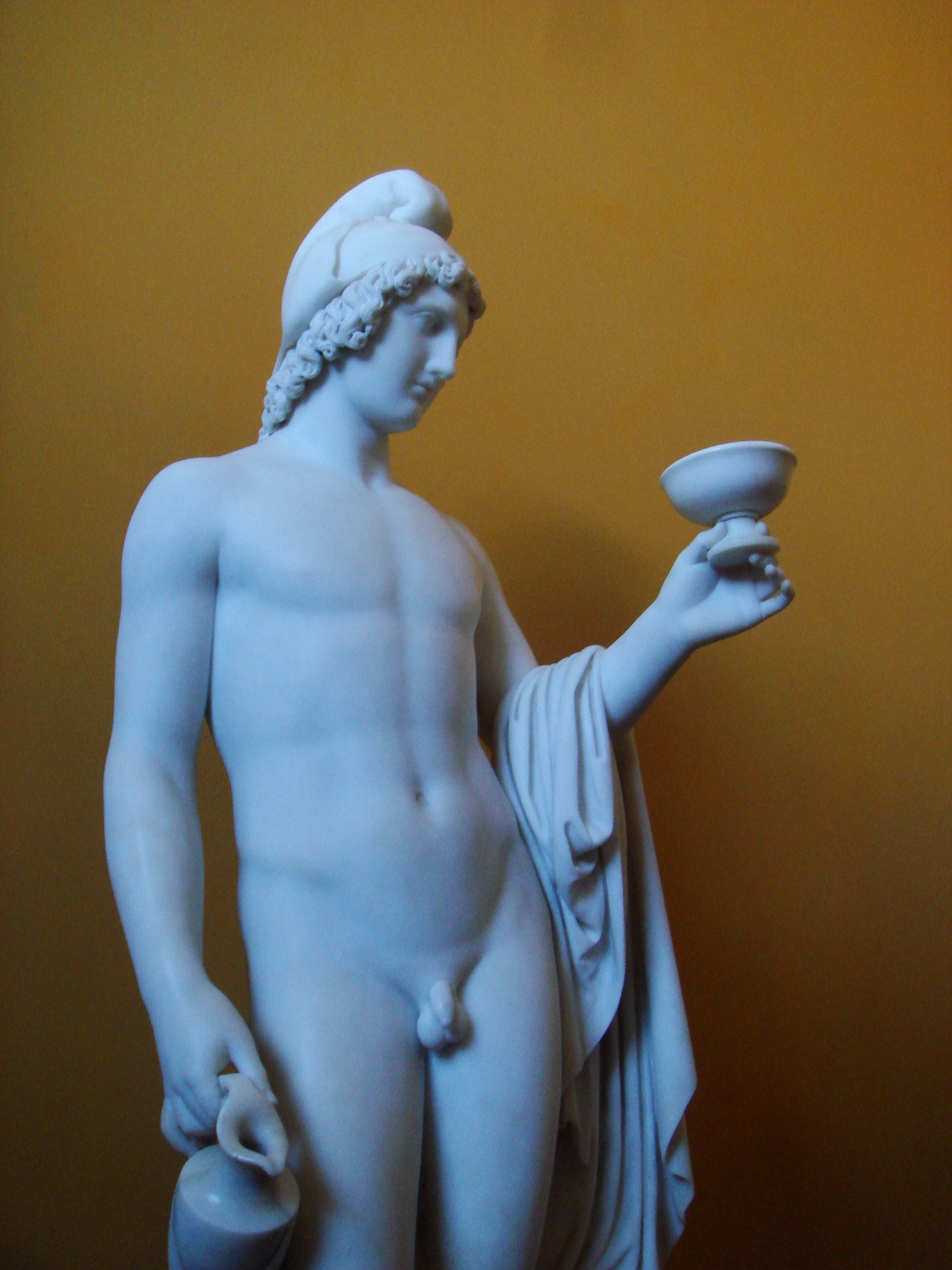
Ganimedes oferint ambrosia

Una llegenda diu que Ganimedes era un pastor tan amable que els déus li van donar per beure ambrosia per a fer-lo immortal. El seu gos es deia Argos. Un dia, Zeus se'l va emportar al temple dels déus perquè fos el seu aiguader favorit. A partir de llavors, allà on anava Zeus el seguia Ganimedes muntat a l'àguila que li va enviar aquest. Segons la mitologia grega, aquest és l'origen de la constel·lació d'Aquari.